# Índica
Índica es una banda argentina de rock psicodélico formada en el año 2006 en Buenos Aires, Argentina, cuando Rubén Farzati y David Vera se conocen, ambos con el mismo objetivo de integrar un proyecto musical diferente en la escena actual. La banda toma el nombre de la galería de arte contracultural de los 60s localizada en Masons Yard, Londres, Inglaterra.
Hacia fines de 2006, Indica decide editar independientemente su primer álbum llamado “Liebe” y empieza una serie de conciertos hasta el año 2008, cuando la banda llama la atención de diferentes músicos y productores. En un concierto en «La Trastienda» organizado por Sonica/Speedy para la «selección de bandas» para el Pepsi Música 2008, Índica conoce al músico y productor Daniel Melero, quien decide grabarles y producirles. Debido al impacto musical que Índica genera en la selección de bandas, queda seleccionado finalista y actúa en el megafestival Pepsi Música 2008, por lo cual obtiene también un contrato discográfico con Arroz Discos y su distribución por Sony Music.

## Estilo
Índica nos invita a un viaje astral, con climas oscuros y sonidos espaciales, como si todo se tratara de un sueño asfixiante. Sus líricas de color psicodélico y las textura espacial y volátil de sus canciones definen un estilo completamente ecléctico. Algunos de los temas recurrentes de la banda son: sueños, amor, muerte, espiritualidad y el universo.

## Miembros
- Rubén Farzati - Voz, Guitarra, Coros, Programaciones
- David Vera - Voz, Bajo, Coros, Sintetizador
- Guillermo Rodríguez - Guitarra
- Matías Gallipoli - Batería

## Miembros pasados
- Pablo Fabregat - Guitarra
- Gastón Del Popolo - Batería
- Walter Von Specht - Guitarra

## Discografía

### Álbumes
- Liebe - 2006 / Independiente
- Liebe Remixes - 2008 / Independiente
- Virgen de electrones - 2009 / Arroz Discos (ARG) / PopArt (ARG) / Sony Music (ARG)
- Virgen de electrones Revisitado - 2010 / Independiente
- Octonírico - 2015 / RED (ARG) / Ultrapop (ARG)

### Sencillos
- "Astrolab" - 2009
- "En Trance" - 2009
- "Cassius Clay" - 2009
- "Amanecer Solo" - 2009
- "Próximo recuerdo" - 2015
- "S.O.S." - 2015
- "Funeral" - 2015
- "¿Adónde fue?" - 2015